# ریوتا ماتسوموتو
ریوتا ماتسوموتو (انگلیسی: Ryota Matsumoto 松本　良多؛ زادهٔ ۲۱ نوامبر ۱۹۹۰) بازیکن فوتبال اهل ژاپن است.